# Ричард Фанк
Ричард Фанк (енгл. Richard Funk; Едмонтон, 22. новембар 1992) канадски је пливач чија специјалност су трке прсним стилом. 

## Спортска каријера
Фанк је интензивније почео да се бави пливањем током студија на Универзитету Мичигена, наступајући за универзитетски пливачки тим. Деби на међународној сцени у дресу репрезентације Канаде, имао је на Универзијади у Казању 2013, а свега недељу дана касније по први пут је наступио и на неком од светских првенстава у великим базенима, пошто је пливао на првенству у Барселони.
Прве запађеније резултате у каријери остварио је током 2014, прво на Играма Комонвелта у Глазгову где је пливао у финалима на 50 и 100 прсно, а потом и на Панпацифичком првенству у Гоулд Коусту где се пласирао у финалне трке на 100 и 200 прсно. 
Прве медаље у каријери освојио је на Панамеричким играма у Торонту 2015 — сребро на 200 прсно и бронзе на 100 прсно и у штафети 4×100 мешовито. Потом је наступао и на светским првенствима у Казању 2015 (7. место у финалу микс штафете 4×100 мешовито) и Будимпешти 2017 (бронза у микс штафети на 4×100 мешовито). 
На светском првенству у корејском Квангџуу 2019. наступио је у две појединачне и две штафетне дисциплине. У појединачним тркама на 50 прсно и 100 прсно био је 28, односно 27. у квалификацијама, односно 5. у финалу трке на 4×100 мешовито у миксу и 10. у квалификацијама на 4×100 мешовито.